# Бальфугона-да-Рипульєс
Бальфугона-да-Рипульєс (Catalan pronunciation: [ˌbaʎfuˈɣonə]) — село в Іспанії, у складі автономної спільноти Каталонія, у провінції Жирона.